# Історія Танзанії

Розташування Танзанії

Історія Танзанії — Танзанія складається з двох історичних земель — острова Занзібар та Танганьїки — континентальної території. Занзібар став англійським протекторатом у 1890 році, незалежним султанатом у 1963-му. Танганьїка, колонія Німеччини до 1914 року, стала Мандатною територією Ліги Націй у 1920—1946 роках, трастовою територією ООН з 1946 році, одержала незалежність у межах Співдружності в 1961-му, стала республікою, очолюваною президентом Джуліусом Ньєрере. У 1964 році Танганьїка об'єдналася із Занзібаром в Об'єднану республіку Танзанію. Революційна партія Танзанії в 1977 році була оголошена єдиною законною партією країни; у 1992-му була ухвалена угода про скасування однопартійної системи.

## Давні часи
Люди з давніх-давен жили на території Танзанії. Численні знахідки найстаріших останків первісних людей дозволяють вважати Танзанію «колискою людства».

## Середньовіччя
Ще у VIII ст. Занзібар й інші острови біля східного узбережжя Африки були базою для арабів, що торгували з материком. Ці острови називали країною Зендж.
Згодом Занзібар перетворився на незалежний мусульманський султанат, що розвивав торгові зв'язки з країнами Близького Сходу й Індійського субконтиненту.
У XVI—XVII ст. він знаходився під владою португальців, а у XVIII ст. потрапив під вплив султанів Оману. У 1832 році султан Оману Саїд переніс на Занзібар свою резиденцію. Незабаром тут виник великий центр торгівлі невільниками, слоновою кісткою і пряностями. Торгові шляхи простяглися в глиб материка і досягли району гори Кіліманджаро. Спілкування з работоргівцями викликало глибокі соціальні зміни.
Так, вожді племен і навіть деякі незнатні люди, що мешкали в горах Паре, розбагатіли і набули великого впливу завдяки тому, що постачали продовольством і всім необхідним торговців та носіїв на шляху між узбережжям і Кіліманджаро. Таким чином, торгівля підривала сформовані структури влади і стимулювала майнове розшарування. Наприкінці XIX ст. райони, що прилягають до Кіліманджаро, стали центром діяльності християнських місіонерів.
Розвиток різних районів відбувався нерівномірно. Попереду опинилися ті з них, де існувала можливість здобути освіту в місіонерських школах чи розбагатіти на обслуговуванні торгових караванів. Протягом тривалого часу район Кіліманджаро займав центральне місце в економічному житті країни. Торгові шляхи створювали і нові небезпеки, оскільки місцеві селяни легко могли стати здобиччю работоргівців.

## Колоніальна залежність
Наприкінці XIX ст. Занзібар був перетворений на протекторат Великої Британії, а материкова частина сучасної Танзанії (Танганьїка) — у колонію в складі Німецької Східної Африки. Незабаром тут з'явилися перші поселення німецьких переселенців, особливою популярністю користався гірський район Усамбара з більш прохолодним кліматом.
У 1905—1906 роках німці жорстоко придушили виступи місцевого населення. Після Першої світової війни Німеччина втратила Танганьїку, що стала підмандатною територією Ліги націй під управлінням Великої Британії. Британська адміністрація включила місцеві традиційні інститути влади в систему колоніального управління. Там, де цих інститутів не було, їх створювали штучно, виправдуючи це необхідністю поваги до місцевих традицій. У деяких місцевостях вожді суперничали між собою за прихильність англійців, оскільки підтримка колоніальної адміністрації надавала їм великі можливості для збагачення і зміцнення влади. Англійці налагодили виробництво товарних сільськогосподарських культур, у тому числі бавовнику. Щоб нейтралізувати антиколоніальну опозицію, британська адміністрація намагалася налагодити соціальне забезпечення місцевого населення. Виступи проти введення нових податків у районі Паре в 1949 році прискорили прийняття колоніальною владою рішення про розвиток системи освіти і медичного обслуговування. Вважалося, що ці заходи дозволять прищепити доброзичливе ставлення до британської влади.
Проте антиколоніальні настрої поширилися серед членів селянських асоціацій, що були засновані в 1920-ті роки в районах виробництва товарних культур. Асоціації виробників кави в Кіліманджаро і Бухаї (західна Танзанія), а також інші подібні об'єднання, створювалися для допомоги селянам у боротьбі зі шкідниками сільського господарства й у реалізації продукції. Життєздатність колоніальної системи була підірвана в період світової економічної кризи 1930-х років, коли зросли витрати на управління колоніями.
Після Другої світової війни Танганьїка стала підопічною територією ООН під управлінням Великої Британії. У 1950-х роках посилився національний рух, і в грудні 1961 року Танганьїка здобула незалежність. Занзібар послідував цьому прикладу 10 грудня 1963 року, а в січні 1964-го там відбувся переворот, у результаті якого африканська більшість населення скинула династію арабських султанів, які довгий час правили на цьому острові.

## Незалежна Танзанія
26 квітня 1964 року була утворена Об'єднана Республіка Танзанія.
На відміну від багатьох інших африканських країн Танзанія уникла міжетнічних конфліктів. Попри свою бідність, війну з Угандою і серйозні економічні проблеми, Танзанія намагалася перебороти всі труднощі самостійно. Чимало сил уряд країни витратив на розвиток сільського господарства, медицини й освіти. Сьогодні рівень освіченості в Танзанії один із найвищих в Африці.